# 翁慧德
翁慧德（英語：Wanda Jessica Yung，1967年8月7日—），港德混血兒，有一半德國血統。參選1989年度香港小姐競選，獲頒發「最上鏡小姐」及「最佳泳衣演繹獎」名銜。曾是演員，後轉職全職模特兒，並於1999年獲頒「香江十大名模」獎項。

## 詳細資料
翁慧德是港、德混血兒，於香港出生及長大。從小在德瑞國際學校接受教育，故中文書寫程度有限。一九九二年五月《亞洲周刊》透露，翁慧德父親祖籍廣東汕頭，母親是德國人，翁慧德的兄長名是翁慧漢。
在美國大學完成建築學位課程後，翁慧德返港參選1989年度的港姐競選，獲頒發「最上鏡小姐」及「最佳泳衣演繹獎」殊榮。賽後簽約無線電視成為旗下藝員，除參演電視劇外，也曾接拍廣告及電影。因其高大身形，經常被派演一些性格強捍的角色。
1990年，翁慧德被無線電視派往海外參加世界模特兒大賽，雖未得任何獎項，卻從此開展其職業模特兒生涯，於1999年與楊崢、琦琦、馬詩慧等同被封為「香江十大名模」。
翁慧德於1999年與台灣武打明星鄒兆龍（藝名倪星）於美國洛杉磯註冊結婚，並於2003年誕下一對雙胞胎，從此淡出伸展台及娛樂圈，相夫教子。

## 補充資料
翁慧德的名字常被錯寫為「翁為德」；她亦經常被誤以為是「1989年度香港小姐亞軍」，但其實該年的亞軍其實是朱潔儀。

## 演藝作品
電視劇（無線電視）
- 1990年：朝陽
- 1991年：閉門一家千
- 1991年：卡拉屋企 飾林鳳琪

電影
- 1989年：偷情先生
- 1989年：精裝追女仔之3狼之一族 飾阿德
- 1990年：瘦虎肥龍
- 1993年：龍跨四海之致命情人
- 1994年：錦繡前程
- 1994年：青春火花
- 1994年：靈媒追兇
- 1994年：神探POWER之問米追兇 飾小鬼
- 2000年：潛龍奪寶

## 外部連結
- 翁慧德在互联网电影资料库（IMDb）上的資料（英文）
- 翁慧德在香港影庫上的簡介

| 前任： 陳淑蘭 | 香港小姐競選最上鏡小姐 1989年 | 繼任： 袁詠儀 |